# Acalypha oreopola
Acalypha oreopola är en törelväxtart som beskrevs av Jesse More Greenman. Acalypha oreopola ingår i släktet akalyfor, och familjen törelväxter. Inga underarter finns listade i Catalogue of Life.